# Orpington (ville)
Pour les articles homonymes, voir Orpington.
Orpington est une ville du district de Bromley, dans le Grand Londres. Il est connu par sa race de poule domestique nommée orpington créée par William Cook à la fin du XIXe siècle. Sa population était de 15 248 habitants en 2007.

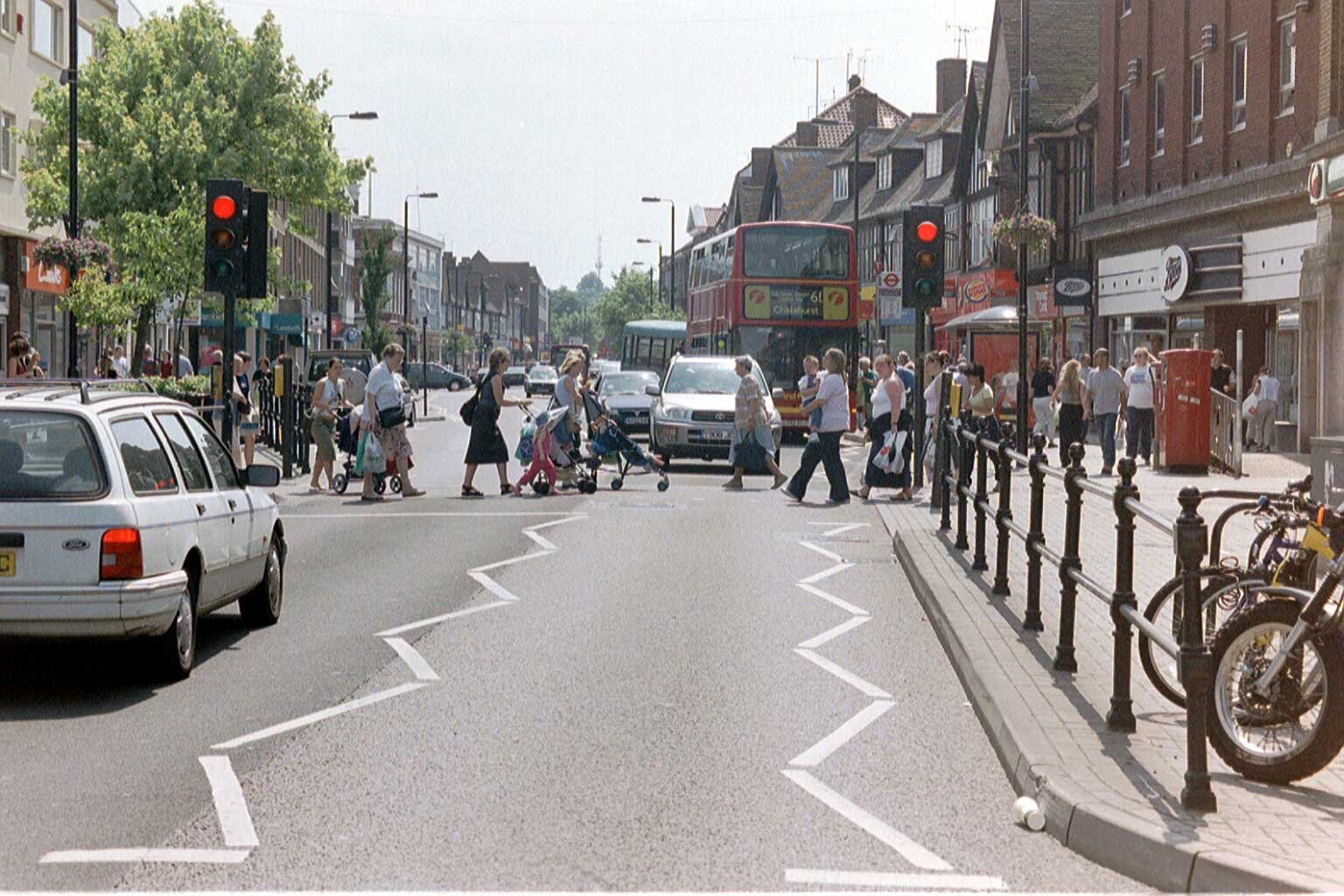
La grand-rue d'Orpington